# ThamePo Heart That Skips a Beat
ThamePo Heart That Skips a Beat (เธมโป้) é uma série de televisão tailandesa de 2024, estrelada por Jakrapatr Kaewpanpong (William) e Supha Sangaworawong (Est), ao lado do resto da boy band tailandesa LYKN Thanat Danjesda (Nut), Pichetpong Chiradatesakunvong (Hong), Rapeepong Supatineekitdecha (Lego) e Chayatorn Trairattanapradit (Tui).
Dirigida por Aticha Tanthanawgrai (Mui) e co-produzida pela GMMTV e Parbdee Taweesuk, esta série foi anunciada como uma das 14 séries de televisão durante o evento GMMTV 2024: UP&ABOVE Parte 2 em 23 de abril de 2024. A série tem 13 episódios exibidos na GMM 25 e Netflix de 13 de dezembro de 2024 a 7 de março de 2025. A série vai ao ar todas as sextas-feiras às 20h30 ICT na GMM 25 e às 21h30 ICT na Netflix.

## Sinopse
Quando Po (Est Supha) é designado para documentar o concerto final da boy band MARS (LYKN) antes de sua dissolução, ele involuntariamente se torna o confidente mais próximo do líder do grupo, Thame (William Jakrapatr). Thame está prestes a estrear na Coreia do Sul, deixando os outros membros - Dylan (Hong Pichetpong), Jun (Nut Thanat), Nano (Lego Rapeepong) e Pepper (Tui Chayatorn) - que ainda estão presos em mal-entendidos.

## Elenco

### Principal
- Jakrapatr Kaewpanpong (William) como Teema Kanjanakitkul (Thame)
- Supha Sangaworawong (Est) como Pawat Nuenganan (Po)
- Pichetpong Chiradatesakunvong (Hong) como Dylan
- Thanat Danjesda (Nut) como Jun
- Rapeepong Supatineekitdecha (Lego) como Nano / No
- Chayatorn Trairattanapradit (Tui) como Pepper / Per

### Recorrente
- Rutricha Phapakithi (Ciize) como Baifern
- Samantha Melanie Coates (Sammy) como Ming
- Sattabut Laedeke (Drake) como Tae
- Leo Saussay como Mick (empresário do MARS)
- Phanuroj Chalermkijporntavee (Pepper) como Earn (ex-namorado de Po)
- Kittiphong Dumaviphat (Kroi) como Joei (ex-chefe de Po)
- Kullanat Kulpreeyawat (Namfon) como Pemika (CEO da Oner Entertainment)
- Yongwaree Anilbol (Fah) como Gam (namorada de Pepper)

### Convidado
- Sakdipath Agrasuta (Phut) como fabricante de sanduíches (Ep. 1-2)
- Archen Aydin (Joong) como Ice (solista de Oner) (Ep. 2)
- Thanawin Teeraphosukarn (Louis)
- Suvijak Piyanopharoj (Keen)
- Napat Patcharachavalit (Aun)
- Peerakan Teawsuwan (Ashi)
- Weerayut Chansook (Arm) como MC do Pop Stage
- Phatchatorn Thanawat (Ployphach) como MC do Pop Stage
- Ploynira Hiruntaveesin como MC do Music Max
- Ratthanant Janyajirawong como MC do Wednesday Night Live

## Trilha sonora
| No. | Título                       | Artista           |
| --- | ---------------------------- | ----------------- |
| 1   | "ไม่ใช่บังเอิญ (Destined)"       | Tui Chayatorn     |
| 2   | "All I Need"                 | LYKN              |
| 3   | "I Know You Want Me"         | LYKN              |
| 4   | "5CM"                        | William Jakrapatr |
| 5   | "ไม่อยากเป็นรักแรก (Your Last)" | Est Supha         |
| 6   | "จีบได้มั้ย (Would You Mind?)"   | LYKN              |
| 7   | "จีบได้มั้ย (Would You Mind?)"   | Joong Archen      |
| 8   | "หูดับ (Who Says)"             | LYKN              |